# Бачинський Іван Едмундович
Бачинський Іван Едмундович (*7 листопада 1963, Перечин, Закарпатська область) — громадський діяч з Закарпаття.
Народився в сім'ї інженера Едмунда Бачинського [Архівовано 24 жовтня 2013 у Wayback Machine.] та вчительки Катерини Макара [Архівовано 25 жовтня 2013 у Wayback Machine.].
Після закінчення в 1980 році Перечинської середньої школи працював на Перечинському заводі «Стеатит» слюсарем інструментальником. З 1981 по 1983 рік проходив військову службу.
В 1989 році закінчив вечірнє відділення хімічного факультету Ужгородського державного університету на відмінно захистивши на кафедрі фізичної та колоїдної хімії дипломну роботу на екологічну проблематику.
З лютого 1984 року по вересень 2005 року працював на ВАТ «Перечинський лісохімкомбінат» електрослюсарем, майстром дільниці охорони навколи-щьного середовища, майстром паросилового господарства, диспетчером зміни виробничо-технічного відділу.
З жовтня 2006 року по липень 2009 року працював головним спеціалістом відділу організаційної роботи Перечинської районної ради.
З 2013 року по 2017 працював в Закарпатськопу РП «МСЛ»
Громадська діяльність
- В 1992—1994 роках депутат Перечинської районної ради І скликання.
- В 1995—1999 роках обирався членом спостережної ради та правління ВАТ «Перечинський лісохімкомбінат»
- На початку 1990 року один з засновників на Перечинщині опозиційного до влади Народного Руху України за перебудову.
- В 1997—1999 роках голова управи Закарпатської крайової організації Народного Руху України.
- В 2000—2002 роки на громадських засадах помічник-консультант Народного депутата України.
- В 2005—2010 роки депутат Перечинської районної ради від виборчого блоку «Блок Юлії Тимошенко».
- З 2011—2015 роки депутат Перечинської районної ради від партії "ВО «Батьківщина»
- В 2009—2012 роках на громадських засадах очолював районну громдську приймальню народного депутата України.
- В грудні 2015 року подав в відставку з всіх партійних посад в партії "ВО"Батьківщина, та припинив членство в партії.

За визначний особистий внесок у відстоювання національної ідеї, становлення і розвиток Української незалежної держави та активну політичну і громадську діяльність Указом Президента України № 939 від 18 листопада 2009 року нагороджений орденом «За мужність» III ступеня.
Активно займається дослідженням історії Підкарпатської русі XVII—XIX століття автор історичних розвідок про визначних особистостей Закарпаття які неодноразово публікувалися в обласній пресі, розробник вебсайту на історичну тематику.